# Schopfgans

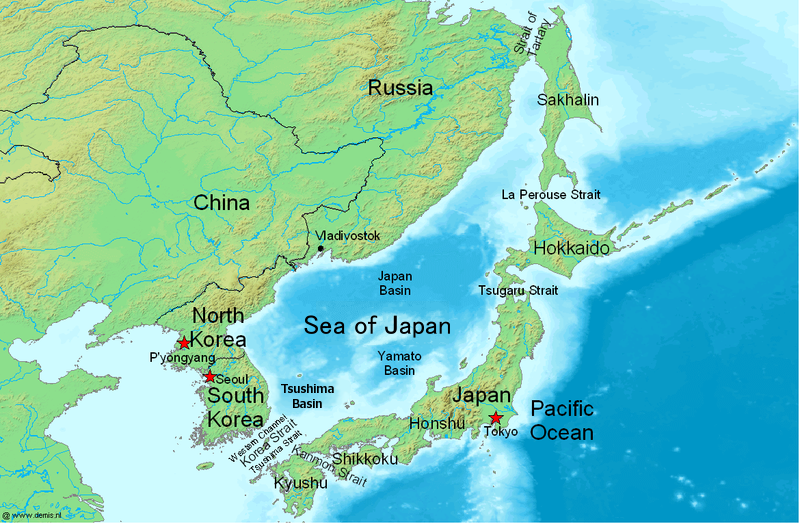
Gebiet, in dem Schopfgänse beobachtet wurden

Die Schopfgans (Tadorna cristata), auch als Schopfkasarka, Korea-Brandente oder Hauben-Brandente bezeichnet, ist eine vermutlich ausgestorbene Halbgans aus der Gattung der Kasarkas. Ihre ursprüngliche Heimat war die Amurregion, das nordöstliche China, Nord- und Südkorea, möglicherweise auch die japanische Insel Hokkaidō. Darstellungen der Schopfgans in der japanischen und chinesischen Malerei lassen darauf schließen, dass die Art früher häufiger war und höchstwahrscheinlich auch in menschlicher Obhut gehalten wurde. Sie wird auch in einem alten japanischen Werk über Ornithologie erwähnt. Ab 1877 wurde sie auch in der westlichen Welt bekannt, und einige Wissenschaftler wie z. B. Philip Lutley Sclater nahmen an, dass es sich um eine Hybride aus Rostgans und Sichelente handeln könnte. Diese Theorie wurde bereits 1917 in der wissenschaftlichen Erstbeschreibung vom japanischen Ornithologen Nagamichi Kuroda verworfen; allerdings ging man ihr auch nie ernsthaft durch Versuchskreuzungen nach.

## Merkmale

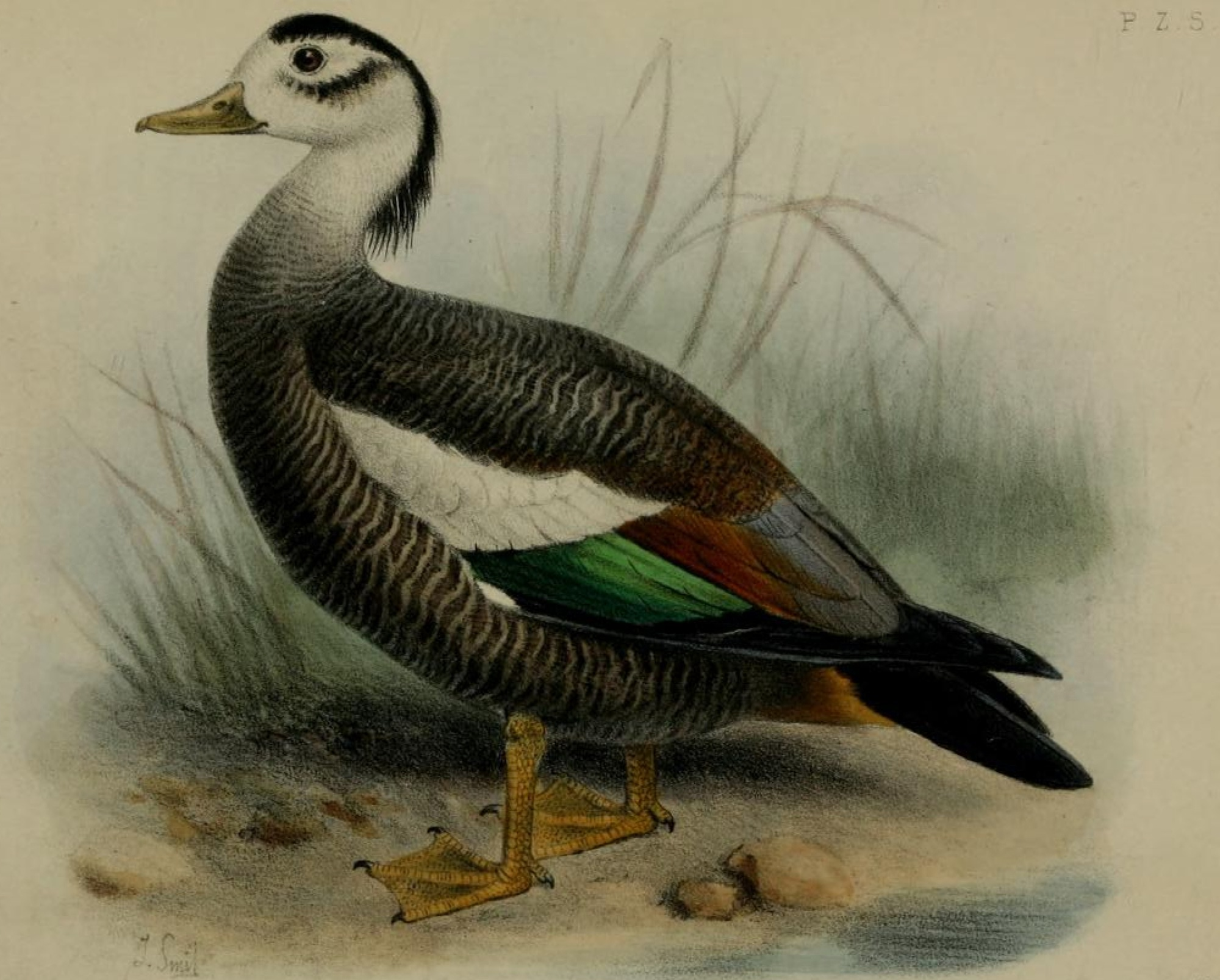
Illustration von Joseph Smit aus dem Jahre 1890

Die Körperlänge der Schopfgans betrug 58 cm, die Flügellänge 35 cm. Der Schwanz war ca. 11,7 cm lang. Von den anderen Halbgans-Arten war sie vor allem durch ihre Scheitelhaube zu unterscheiden. Das Männchen hatte im mutmaßlichen Prachtkleid eine grüne Haube mit einem grauen Gesicht und einem schwarzen maskenartigen Augenstreif, das Weibchen eine schwarze Haube mit einem weißen Gesicht und einem schwarzen Unteraugenband. Das Gefieder war metallisch-grün mit weißen Unterschwingen und schwarzen Handschwingen. Der Rücken des Männchens war grau, der des Weibchens graubraun. Die Unterschwanzdecken zeigten einen ockergelben Ton. Der Bauch war dunkelbraun mit feinen hellbraunen diagonal verlaufenden Linien. Der Schnabel und die Beine waren fleischrot gefärbt. Über den Mauserverlauf bei dieser Halbgansart ist nichts bekannt.

## Lebensraum
Ihr Lebensraum waren Bergwälder. Sie hielt sich dort vermutlich entlang von Flüssen und Strömen, möglicherweise auch Seen auf. Während der Winterzeit wurde sie in der Nähe der Flussmündungen und in Küstengebieten beobachtet, so dass offenbar Wanderungsbewegungen bei dieser Art stattfanden.

## Fortpflanzungsverhalten
Nestbau, Eier und Gelege sind bislang nicht wissenschaftlich beschrieben. Vermutlich brütete die Schopfkasarka aber in Baumhöhlen, wie dies auch andere Halbgänse tun.

## Aussterben
Vermutlich war die Schopfgans bereits während der letzten 300 Jahre selten. Zwischen 1716 und 1736 wurden einige dieser Halbgänse von Korea nach Japan importiert, um sie dort zu züchten. Weitere Vögel sind zu diesem Zweck mindestens bis 1854 nach Japan eingeführt worden. Von diesen in Gefangenschaft gehaltenen Schopfgänsen sind jedoch keine Nachkommen mehr vorhanden.
In den Jahren 1877, 1913 und 1916 wurden Schopfgänse geschossen. Diese Exemplare (zwei Weibchen und ein Männchen) befinden sich heute in den Museumskollektionen von Kopenhagen und Tokio. Am 16. Mai 1964 fanden russische Studenten drei Exemplare (ein Männchen und zwei Weibchen) in der Region Primorje (auf der Insel Bolshoi Pelis in der Peter-der-Große-Bucht im Japanischen Meer in der Nähe von Wladiwostok) und skizzierten sie. Ab den 1970er Jahren gab es nur noch vereinzelte unbestätigte Berichte über Sichtungen (zuletzt 1985). In den 1980er Jahren setzte der chinesische Forstminister einen Preis für denjenigen aus, der einen Beweis für die weitere Existenz dieser Vogelart erbringen konnte. Diese Aktion ist bislang ohne Erfolg geblieben. Sofern die Art überlebt hat, finden sich Restbestände von Populationen vermutlich in der unzugänglichen Region an der Grenze zwischen der Volksrepublik China und Nordkorea. Von der IUCN wird die Art als „vom Aussterben bedroht“ (critically endangered) gelistet. Als Ursachen des Rückgangs gelten die Zerstörung ihrer Lebensräume sowie eine Subsistenzjagd.

## Belege